# Sid Meier's Railroads!
Sid Meier’s Railroads! je videohra od společnosti Firaxis Games. Cílem hry je vlastnit co největší přepravní společnost.

## Přehled o hře

### Historie
Hra byla pro EU oficiálně vydána 26. října 2006 spoleností Firaxis Games a Feral Interactive. Hra patří do známé série Railroad Tycoon, jejíž první vydání bylo do světa vypuštěno v roce 1990. Hru designoval Sid Meier a byla vydána společnostmi 2K Games a Feral Interactive.

### Základní poznatky hry
Hra je real-timová strategie, ve které jde o to, vlastnit co největší přepravní společnost. Po spuštění hry v single playeru se ocitneme v jednom z měst na dané mapě s tím, že máme v tomto městě svoje první nádraží. Na začátek ještě dostaneme samozřejmě nějaký rozpočet, jehož velikost i měna se mění v závislosti na vybrané mapě (např. pokud hrajeme na mapě "South West U.S.", hrajeme s dolary a na mapě "Great Britain" hrajeme s librami).

### Možnosti ve hře
Po skromném začátku máme několik možností, na jaký transport se zprvu zaměřit. Každá mapa nabízí jiné suroviny, které je možné převážet. Cena za různé suroviny je samozřejmě různá, a ve hře se postupně mění, na což nás hra upozorní novinovým článkem, který se vždycky objeví přes celou obrazovku. Důležité taky je vybírat, co a kam doručujeme, protože ne všechna města mají stejnou poptávku. Poptávka a nabídka měst je naštěstí nalepená hned pod názvem města, takže je to pěkně přehledné.
Pokud chceme nějakou surovinu někam dovážet, jednoduše tam postavíme kolej, na ní vybudujeme v daném městě/zdroji surovin nádraží a poté už jen koupíme vlak, vybereme odkud a kam má jezdit a naposledy vybereme, kolik daného nákladu má převážet.
Pokud nezačínáme na mapě sami ale začínají s námi i další investoři, lze vidět na obrazovce také hodnotu všech společností a zároveň 10 jednotlivých bloků, které znázorňují vlastnictví dané společnosti (jeden blok znázorňuje 10% vlastnictví společnosti), které jsou vybarveny barvičkou podle toho, komu daných 10% společnosti patří. Zprvu začíná každý hráč s 50% své vlastní společnosti. Lze je ale samozřejmě dokoupit. V případě, že koupíme dostatečné množstí dané společnosti, tak jsme ji odkoupili a máme 2 možnosti. Buď společnost zlikvidujeme a zničíme vše, co vybudovala, a nebo ji převezmeme se vším co má. Po odkoupení společnosti se nám tedy hodnota naší společnosti zvětší a bude tedy obtížnější ji poté celou odkoupit.

### Města
Na každé mapě jsou různá města, která mají svojí poptávku, nabídku a velikost. Velikost města je důležitá, protože ta určuje jak velkou nabídku a poptávku mají a také, čím větší město je, tím více lze zde postavit firem. Velikost města se také v průběhu hry mění. Například, pokud v nějakém malém městečku bude vinice a my do něj budeme dovážet vinnou révu a zároveň poté hotové víno, z tohoto města, exportovat, město bude prosperovat a postupem času se rozvine a bude větší.
Každé město má hned pod svým jménem poptávku a nabídku, jak již bylo zmíněno výše. Pokud se ale stane, že nemůžeme najít město, které má poptávku po tom, co se v našem městě vyrábí, stačí na město najet a vlevo na minimapě se nám zobrazí vykřičník, který právě reprezentuje poptávku po nějaké surovině z našeho města. Také ale uvivdíme na minimapě malé obrázky suroviny, které zase znázorňují materiály, které město potřebuje.
Každé město má v sobě určité množství firem, které zajišťují produkci města. Maximálně mohou být v každém městě nejvýše 3 firmy s tím, že pokud je město malé, může mít jen jednu, čím více se ale rozvíjí, tím více zde lze postavit firem.

### Firmy
Jak již bylo zmíněno, v každém městě se nachází firmy. Firmy jsou nejprve na začátku hry vlastněné "někým". Tento někdo (není to hráč) firmu vlastní a profituje z ní. Pokud ale našetříme dost peněz, lze tuto firmu odkoupit a bude vydělávat peníze pro naší společnost.
Pokud se ale město rozvine nebo má prostě volný slot na firmy, lze si za herní měnu firmy pořídit dle našeho výběru, což je velmi praktický herní prvek, který se využívá spíše v pozdější fázi hry.

### Aukce
Jednou za čas ve hře vyskočí okno, umožňující vydražit v aukci nějaký patent. Patenty se kupují na dobu 10 let. Patent vždycky nabízí různou technologii, pomocí které můžeme po zakoupení např. stavět koleje o 10% levněji, stavět levněji mosty, tunely. atd...
Lze aukci také vyvolat uměle. To provedem v případě, že budeme chtít koupit nějakou firmu. Firma nejde koupit ale objeví se v aukci a Dostane ji hráč, s největším příhozem.
Cena technologie/firmy začíná na určité částce a my pak můžeme přihodit pouze z nabídky na tlačítkách (např. pouze 10 000 měny nebo 50 000 měny).